# جنت ناپالیتانو

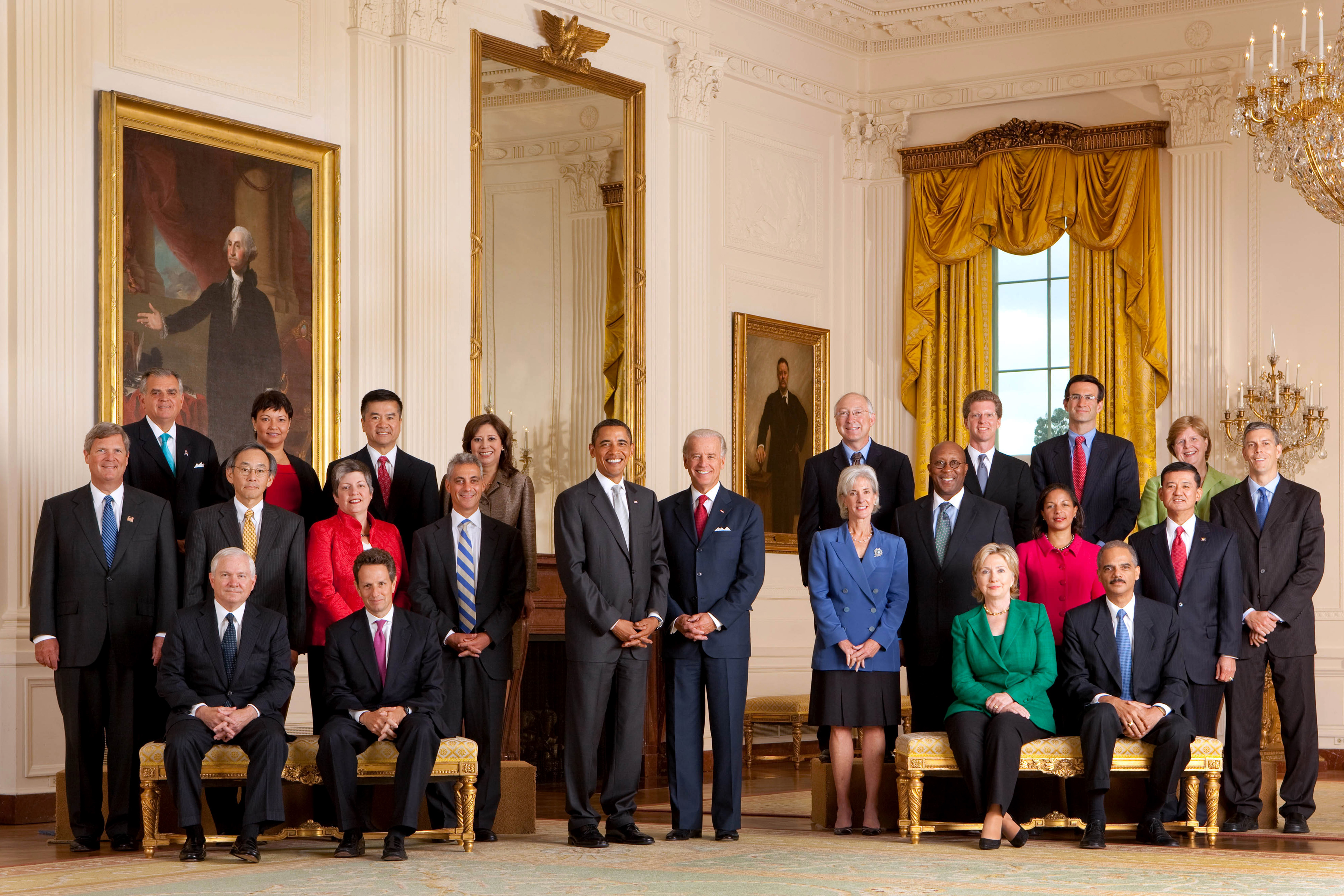
کابینه اول باراک اوباما، رئیس جمهوری آمریکا، در اتاق شرقی سال ۲۰۰۹ ردیف اول ایستاده از چپ به راست: ری لحود، لیسا جکسون، گری لاک، هیلدا سولیس، باراک اوباما، جو بایدن، کن سالازار، شان داناون، پیتر اورزاگ، کریستینا رومر، آرنی دانکن ردیف دوم ایستاده: تام ویلساک، استیون چو، جنت ناپالیتانو، رام امانوئل، کاتلین سیبیلیوس، ران کرک، سوزان رایس، اریک شینسکی ردیف سوم نشسته: رابرت گیتس، تیموتی گایتنر، هیلاری کلینتون، اریک هولدر

جنت آن ناپالیتانو (به انگلیسی: Janet Ann Napolitano) رئیس دانشگاه کالیفرنیا است. وی در گذشته وزیر امنیت داخلی بوده‌است.
جنت ناپالیتانو دارای دکترای حقوق از دانشگاه ویرجینیا است. ناپالیتانو از سال ۲۰۰۳ تا ۲۰۰۹ فرماندار ایالت آریزونا بود. وی دچار بیماری سرطان پستان بود که نجات یافته‌است.